# Zygmunt Kramsztyk

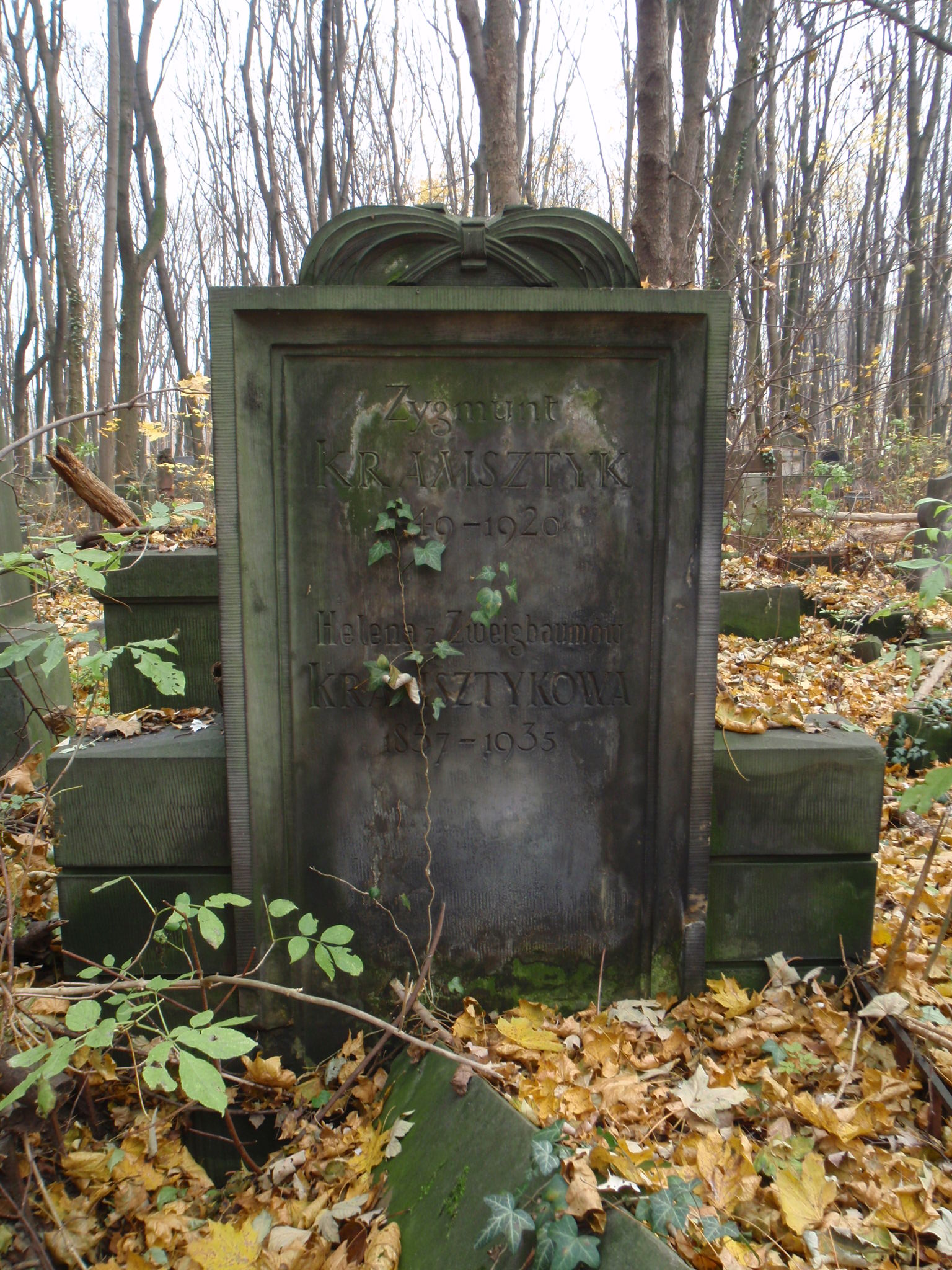
Grób Zygmunta Kramsztyka i jego żony Heleny na cmentarzu żydowskim w Warszawie

Zygmunt Kramsztyk (ur. 16 lipca 1849 w Warszawie, zm. 30 maja 1920 tamże) – polski lekarz okulista, publicysta, redaktor, wydawca medyczny i badacz literatury żydowskiego pochodzenia.

## Życiorys
Urodził się w zasymilowanej rodzinie żydowskiej, jako syn rabina Izaaka Kramsztyka (1814–1899). Jego braćmi byli: Stanisław (1841–1906), Julian (1851–1925) i Feliks (1853–1918).
Po ukończeniu gimnazjum warszawskiego rozpoczął studia medyczne na Cesarskim Uniwersytecie Warszawskim. Dyplom lekarza otrzymał w 1872. Rok później został ordynatorem na uniwersyteckiej Klinice Oftalmologicznej. W 1879 doktoryzował się i został ordynatorem Oddziału Ocznego Szpitala Starozakonnych w Warszawie. Od 1898 do sierpnia 1902 był naczelnym lekarzem tego szpitala. Jego stanowisko objął Jakub Szwajcer.
Był inicjatorem założenia ogrodu zoologicznego w Warszawie, współzałożycielem Towarzystwa Miłośników Przyrody i Towarzystwa Medycyny Społecznej oraz propagatorem zakładania miast-ogrodów. Przez wiele lat był członkiem Towarzystwa Lekarskiego Warszawskiego, z którego wystąpił w 1905 po tym jak zaczęto nie dopuszczać do członkostwa w towarzystwie Żydów. Od 1904 nie pracował w szpitalnictwie, a prowadził prywatną praktykę, przyjmując ubogich pacjentów za darmo. Zajmował się również studiami nad polskimi twórcami romantyzmu, m.in. twórczością Adama Mickiewicza, Juliusza Słowackiego i Seweryna Goszczyńskiego.
Zajmował się także filozofią medycyny i należał do polskiej szkoły filozofii medycyny.
Był członkiem zarządu utworzonego w 1906 w Królestwie Kongresowym Towarzystwa Kultury Polskiej.
Był żonaty z Heleną z domu Zweigbaum (1857–1935). Pochowany jest na cmentarzu żydowskim przy ulicy Okopowej w Warszawie (kwatera 52).

## Twórczość
Publikował głównie z dziedziny medycyny i okulistyki na łamach licznych gazet, takich jak Gazeta Lekarska, Nowiny Lekarskie, Krytyka Lekarska (którą założył w 1897), Medycyna. Jego naukowe publikacje przekraczają 60 pozycji.
- 1879: Optometrya obiektywna
- 1892: O znaczeniu szpitali : odczyt publiczny Zygmunta Kramsztyka
- 1899: Wzrok